# شهرستان کرافورد (آرکانزاس)
شهرستان کرافورد، آرکانزاس (به انگلیسی: Crawford County, Arkansas) شهرستانی در ایالات متحده آمریکا است که در آرکانزاس واقع شده‌است.

## خصوصیات
شهرستان کرافورد ۱٬۵۶۴٫۳۶ کیلومترمربع مساحت دارد.